# 김대일 (정치인)
김대일(金大鎰, 1966년 9월 28일 ~ )은 대한민국 경상북도의회 의원이다.

## 학력
- 안동초등학교
- 안동중학교
- 안동경일고등학교
- 안동대학교 생물학 학사
- 안동대학교 행정경영대학원 문화관광학과 졸업(관광학 석사)

## 경력
- 한나라당 안동시 당원협의회 운영위원
- 국민생활체육안동시축구연합회 사무장
- (주)신영전력 상임이사
- 2010.07 ~ 2014.06: 제6대 안동시의회 의원
- 2014.07 ~ 2018.05: 제7대 안동시의회 의원
- 2018년 7월 1일 ~ 2022년 6월 30일 : 제11대 경상북도의회 의원
- 2022년 7월 1일 ~ : 제12대 경상북도의회 의원
  - 제12대 경상북도의회 전반기 문화환경위원회 위원장
  - 제12대 경상북도의회 후반기 교육위원회 위원

## 역대 선거 결과
|  | 39.50% |

|  | 42.97% |

|  | 54.17% |

|  | 75.31% |